# Кожикина, Алиса Алексеевна
Али́са Алексе́евна Кожи́кина (род. 22 июня 2003, село Успенка, Курская область) — российская певица, победитель шоу «Голос. Дети» (2014), участница конкурсов «Детская Новая волна 2012» и «Детское Евровидение 2014».

## Биография
Родилась 22 июня 2003 года в селе Успенка Курской области, вблизи города Курчатова. В начале 2014 года ради участия в проекте «Голос. Дети» семья Алисы переехала из Курской области в город Сосновый Бор (Ленинградская область). Мать Кожикиной играет на пианино, любит музыку. С четырёх лет Алиса начала заниматься вокалом в театре эстрадной песни «Прислушайтесь к сердцу» под руководством Виктора и Олеси Лукьяновских, с шести лет стала посещать музыкальную школу, параллельно занимаясь игрой на фортепиано и вокалом. К концу второго класса музыкальной школы выполняла программу 5-6 класса.
В Курчатове Кожикина участвовала в многочисленных конкурсах. Лауреат конкурсов «Созвездие молодых», обладатель гран-при Санкт-петербургского конкурса «Праздник детства» и «Роза ветров. Москва — Россошь транзит». В 2012 стала одной из победительниц в отборочном туре и представила Россию на конкурсе «Детская Новая волна 2012», который проходил 15 — 17 августа в «Артеке».

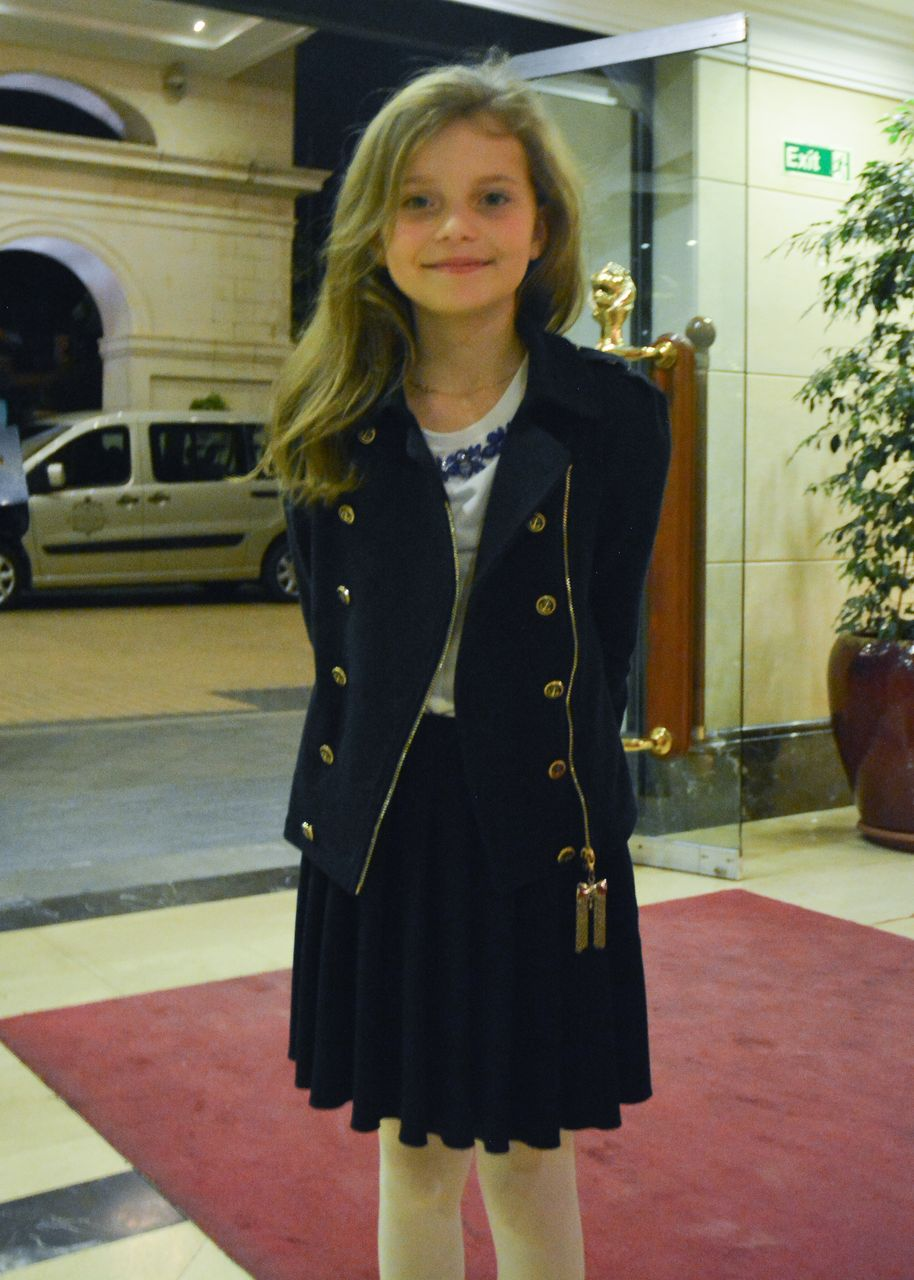
«Детское Евровидение», Мальта, ноябрь 2014 года

В 2014 году приняла участие в первом сезоне вокального конкурса «Голос. Дети» на «Первом канале». Выступала в команде Максима Фадеева. В финале Кожикина исполняла хит Тины Тёрнер «The Best», а в суперфинале песню «Всё» — кавер на песню Мэрайи Кэри «My All» с новым русским текстом, написанным её наставником. Кожикина победила в этом конкурсе, обойдя своих более взрослых и опытных конкурентов — за неё проголосовало более 400 тысяч человек — 58,2 % смотревших шоу. Призом за победу стали 500 тысяч рублей и контракт с лейблом звукозаписи Universal Music.
22 сентября 2014 года стало известно, что Кожикина была выбрана в качестве представительницы России на конкурсе «Детское Евровидение 2014». Она выступила с песней «Dreamer (Белые ангелы)» и заняла пятое место. Музыку для конкурсной песни написал Максим Фадеев, а слова — сама Кожикина вместе с участницей группы «Serebro» Ольгой Серябкиной.
Была специальным гостем музыкальной премии «Муз-ТВ 2014. Эволюция» в июне 2014 года, озвучила все вокальные партии главной героини в русскоязычной версии американского фильма-мюзикла режиссёра Уилла Глака «Энни», вышедшего на экраны российских кинотеатров 19 марта 2015 года.
В апреле 2015 года у Кожикиной на лейбле Universal Music вышел первый сингл — кавер-версия песни «Get Lucky» группы Daft Punk. К августу на её счету было ещё два сингла — «Шапочка» и «Я лежу на пляже». Осенью 2015 года её песня «Стала сильнее» вошла в ротацию на десятках радиостанций в России и во всём мире. Песня достигла 53-й позиции в чарте TopHit Weekly General chart и 74-й позиции в чарте Top Hit Weekly Russia.

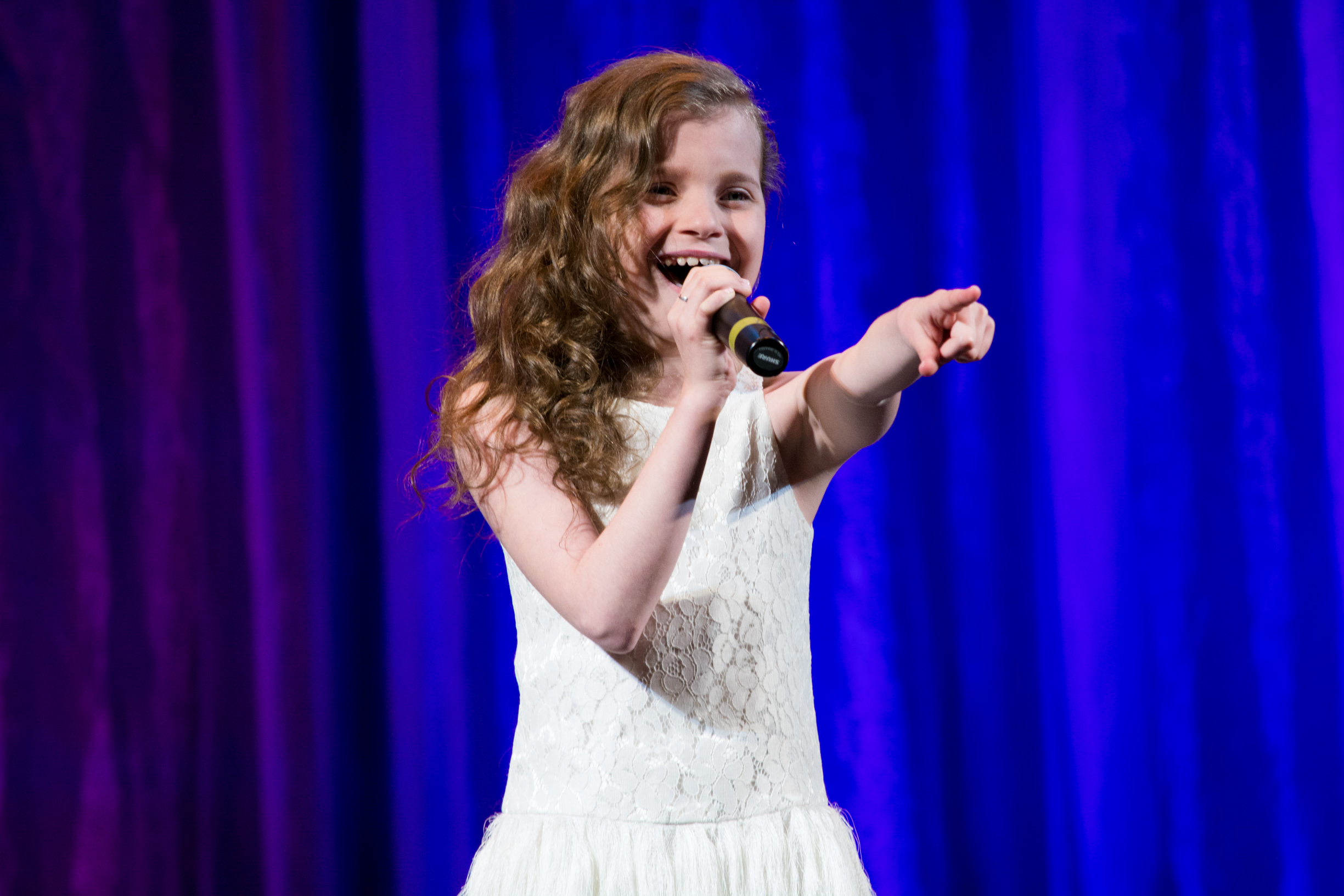
На концерте команды М. Фадеева, Санкт-Петербург, июнь 2015

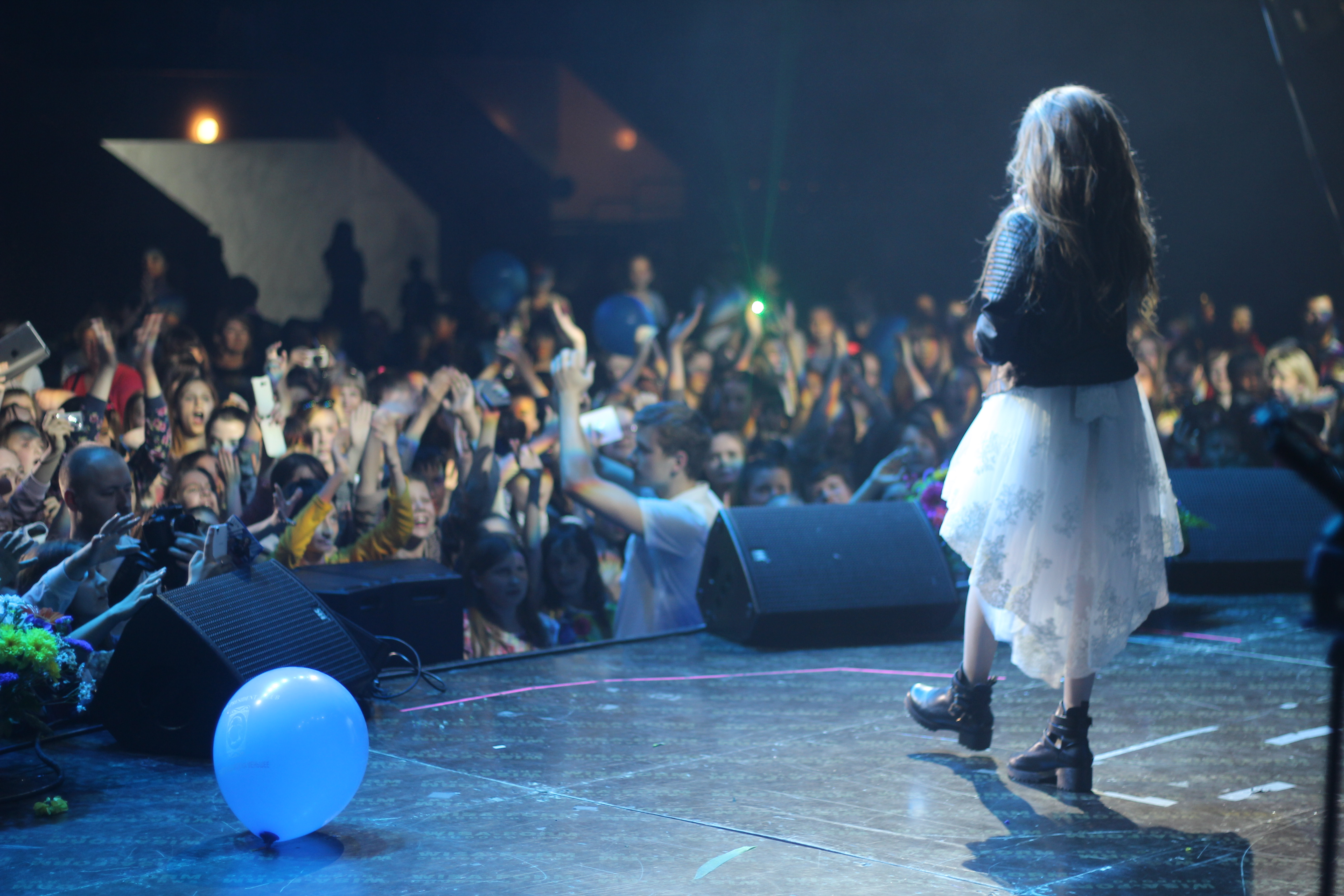
Первый сольный концерт, Белгород, май 2016

В 2015 году Кожикина вместе с Семёном Трескуновым исполнили главную песню для полнометражного анимационного фильма «Крепость. Щитом и мечом».
В 2016 году в сотрудничестве с французским телеканалом Gulli записала саундтрек к анимационному сериалу «Принцесса Сисси», который выходит на российской версии телеканала с декабря 2015 года.
В начале 2016 года участвовала в качестве исполнительницы главной роли в новогоднем шоу братьев Сафроновых — «Алиса в Стране чудес», которое посетило более двенадцати тысяч человек. 13 мая 2016 года в Белгороде прошёл первый в творческой карьере Кожикиной сольный концерт.
1 ноября 2016 года у Алисы Кожикиной вышел дебютный альбом «Я не игрушка». Музыкальное видео к заглавной песне с него было выложено на YouTube 31 октября и собрало первый миллион просмотров менее чем за двое суток.
2 декабря 2016 года в «Колизей Арене» Санкт-Петербурга у Алисы Кожикиной прошёл сольный концерт.
В феврале 2017 года приняла участие в церемонии закрытия 28-й Зимней Универсиады в Алма-Ате, Казахстан. В марте приняла участие в юбилейном концерте шоу «Голос», который прошёл в Государственном Кремлёвском дворце. 23 мая 2017 года приняла участие в мультимедийном шоу «Зажигая звёзды», в рамках детского хоккейного турнира «Лига будущего». В июне представила канал Culli Girl на фестивале «Мультимир».
Алиса Кожикина вошла[когда?] в топ-500 русскоязычных артистов по количеству прослушиваний на «Яндекс. Музыке».
29 июля 2017 года приняла участие в праздничном концерте к 90-летию Ленинградской области.
9 сентября 2017 года приняла участие в праздничном концерте «Голос Москвы», на Поклонной горе, посвящённом 870-летию города Москвы.
Приняла участие в дубляже на русский язык новых специальных серий мультсериала «Суперкрошки», которые начали выходить с 13 ноября 2017 года на канале Cartoon Network, озвучила новую героиню четвёртую суперкрошку Блисс.
2 декабря 2017 года была почётным гостем и членом детского жюри международного конкурса «Фактор успеха» в Курске.
Алиса Кожикина и Ивайло Филиппов исполнили главные роли в новогоднем мюзикле «Затерянный мир» с участием морских животных и артистов цирка.
В 2018 году переехала жить в Москву. 26 марта песня Кожикиной «Я не игрушка» одержала победу в номинации «Песня года» на «Девичник Teens Awards 2018», организованном Академией Игоря Крутого.
1 октября 2018 года выпустила второй сольный альбом «Ты со мной». В альбом вошли 11 треков, преимущественно в стиле поп-рок, автор слов и музыки большинства песен Кирилл Уханов. На одну из песен альбома, «Назло всему улыбайся», снят видеоклип.

## Сотрудничество
После «Голоса. Дети» подписала 10-летнее соглашение о сотрудничестве со своим наставником на шоу Максимом Фадеевым, но к концу весны следующего, 2015 года, стало известно, что она уже ушла от него. По словам Фадеева, временно приостановить её эстрадную карьеру было решением родителей Алисы, которые посчитали, что дочери было важнее сосредоточиться на учёбе.
Позднее стала сотрудничать с петербургским композитором Михаилом Чертищевым. Он написал для её репертуара такие песни, как «Шапочка», «Я лежу на пляже», «Падала», «Стала сильнее», «Белые снежинки» и другие. Эти песни составили дебютный альбом Алисы «Я не игрушка», выпущенный 1 ноября 2016 года.
С начала 2017 года Алиса Кожикина стала сотрудничать с казанским композитором Кириллом Ухановым. На сольном концерте в Курске, 8 апреля 2017 года, была представлена новая программа «Обновить страницу» — 9 новых песен, преимущественно в стиле поп-рок. Автор слов и музыки всех песен Кирилл Уханов.

## Участие в «Голос. Дети»
| Этап                 | Песня            | Оригинальный исполнитель | Дата трансляции | Результат                                               |
| -------------------- | ---------------- | ------------------------ | --------------- | ------------------------------------------------------- |
| Слепые прослушивания | «Sunny»          | Boney M                  | 28 марта 2014   | Повернулись два наставника. Выбрала команду М. Фадеева. |
| Битвы                | «Боль» («Hurt»)  | Кристина Агилера         | 18 апреля 2014  | Прошла в раунд «Песня на вылет».                        |
| Песня на вылет       | «Sunny»          | Boney M                  | 18 апреля 2014  | Прошла в финал.                                         |
| Финал                | «The Best»       | Тина Тёрнер              | 25 апреля 2014  | Прошла в суперфинал.                                    |
| Суперфинал           | «Всё» («My All») | Мэрайя Кэри              | 25 апреля 2014  | Победила.                                               |

## Дискография
| Оценки критиков | Оценки критиков |
| Источник        | Оценка          |
| --------------- | --------------- |
| InterMedia      | [ 18 ]          |

| Оценки критиков | Оценки критиков |
| Источник        | Оценка          |
| --------------- | --------------- |
| InterMedia      | [ 19 ]          |

| Оценки критиков | Оценки критиков |
| Источник        | Оценка          |
| --------------- | --------------- |
| InterMedia      | [ 19 ]          |

### Альбомы
| Год  | Название                                                                      |
| ---- | ----------------------------------------------------------------------------- |
| 2016 | «Я не игрушка» - Выпущен: 1 ноября 2016 - Лейбл: Mikhail Chertishchev Records |
| 2018 | «Ты со мной» - Выпущен: 1 октября 2018 - Лейбл: ℗ 2018 Alisa Kozhikina        |

### Синглы и избранные песни
| Год  | Название                                 | Чарты                  | Чарты                          | Чарты                 | Примечания                                                                                          | Альбом         |
| Год  | Название                                 | СНГ                    | СНГ                            | RU                    | Примечания                                                                                          | Альбом         |
| Год  | Название                                 | Top Hit Weekly General | Top Hit Weekly Audience Choice | Top Hit Weekly Russia | Примечания                                                                                          | Альбом         |
| ---- | ---------------------------------------- | ---------------------- | ------------------------------ | --------------------- | --------------------------------------------------------------------------------------------------- | -------------- |
| 2014 | «Dreamer»[A]                             | 313                    | 188                            | 1765                  | |                |
| 2015 | «Get Lucky»[B] (Live)                    | —                      | —                              | —                     | Цифровой сингл «13 - Single» (Алиса Кожикина) в Apple Music. iTunes. Дата обращения: 10 марта 2018. |                |
| 2015 | «Шапочка»                                | —                      | —                              | —                     | Цифровой сингл                                                                                      | «Я не игрушка» |
| 2015 | «Я лежу на пляже»                        | 216                    | 238                            | 1077                  | Цифровой сингл                                                                                      | «Я не игрушка» |
| 2015 | «Падала»                                 | —                      | —                              | —                     | Цифровой сингл                                                                                      | «Я не игрушка» |
| 2015 | «Стала сильнее»                          | 53                     | 174                            | 74                    | Цифровой сингл                                                                                      | «Я не игрушка» |
| 2015 | «Твоя дорога»[C] (с Семёном Трескуновым) | —                      | —                              | —                     | Цифровой сингл                                                                                      |                |
| 2015 | «Чёрный дым»[C]                          | —                      | —                              | —                     | Цифровой сингл                                                                                      |                |
| 2015 | «Белые снежинки»                         | 345                    | 327                            | 1524                  | Цифровой сингл                                                                                      | «Я не игрушка» |
| 2016 | «Принцесса Сисси»[D]                     | —                      | —                              | —                     | Цифровой сингл                                                                                      |                |
| 2016 | «Я не игрушка»                           | 368                    | 318                            | 1605                  | Цифровой сингл                                                                                      | «Я не игрушка» |
| 2017 | «В стране чудес»                         | —                      | —                              | —                     | Цифровой сингл                                                                                      | «Ты со мной»   |
| 2017 | «Сдай назад»                             | —                      | —                              | —                     | Цифровой сингл                                                                                      | «Ты со мной»   |
| 2017 | «По правилам пикапа»                     | —                      | —                              | —                     | Цифровой сингл                                                                                      | «Ты со мной»   |
| 2017 | «Гравитация-Ноль»                        | —                      | —                              | —                     | Цифровой сингл                                                                                      | «Ты со мной»   |
| 2017 | «13»                                     | —                      | —                              | —                     | Цифровой сингл                                                                                      | «Ты со мной»   |
| 2018 | «Белый герой»                            | —                      | —                              | —                     | Цифровой сингл                                                                                      | «Ты со мной»   |
| 2018 | «Мы так нереальны»                       | —                      | —                              | —                     | Цифровой сингл                                                                                      | «Ты со мной»   |
| 2018 | «Ты со мной»                             | —                      | —                              | —                     | Цифровой сингл                                                                                      | «Ты со мной»   |
| 2018 | «Назло всему улыбайся»                   | —                      | —                              | —                     | Цифровой сингл                                                                                      | «Ты со мной»   |
| 2018 | «Там высоко»                             | —                      | —                              | —                     | Цифровой сингл                                                                                      | «Ты со мной»   |
| 2019 | «Выпускной»                              | —                      | —                              | —                     | Цифровой сингл                                                                                      |                |
| 2019 | «Грусти обо мне»                         | —                      | —                              | —                     | Цифровой сингл                                                                                      |                |
| 2022 | «Пульс»                                  | —                      | —                              | —                     | Цифровой сингл                                                                                      |                |
| 2023 | Remake «Выпускной»                       | —                      | —                              | —                     | Цифровой сингл                                                                                      |                |
| 2024 | «Поиск»                                  | —                      | —                              | —                     | Цифровой сингл                                                                                      |                |

- Чарт Top Hit Weekly General составляется на основе данных с 200 радиостанций в России, а также 230 русскоязычных радиостанций по всему миру (на Украине, в других странах СНГ, в Прибалтике, на Кипре, в Израиле, Германии, США и Канаде).
Чарт Top Hit Weekly Audience Choice составляется на основе данных о заявках слушателей этих радиостанций.

[A] Песня, с которой Алиса Кожикина представляла Россию на конкурсе «Детское Евровидение — 2014»
[B] Дебютный сингл Алисы Кожикиной
[C] Из саундтрека к российскому полнометражному мультипликационному фильму «Крепость. Щитом и мечом»
[D] Русская версия заглавной песни к французскому телевизионному мультсериалу «Принцесса Сисси»

## Премии и номинации
| Год  | Премия                                                          | Номинация  | Номинант(ы)                   | Результат | Ист.   |
| ---- | --------------------------------------------------------------- | ---------- | ----------------------------- | --------- | ------ |
| 2018 | «Девочка года» (в рамках церемонии «Девичник Teens Awards 2018» | Песня года | Алиса Кожикина «Я не игрушка» | Победа    | [ 76 ] |